# Diploschistes austroafricanus
Diploschistes austroafricanus är en lavart som beskrevs av Guderley & Lumbsch. Diploschistes austroafricanus ingår i släktet Diploschistes och familjen Graphidaceae.   Inga underarter finns listade i Catalogue of Life.